# Crassagrotis
Crassagrotis là một chi bướm đêm thuộc họ Noctuidae.